# Heinrich Christian von Ulmenstein
Heinrich Johann Anton Christian Freiherr von Ulmenstein (* 27. November 1777 in Wetzlar; † 28. Januar 1840 in Pempelfort bei Düsseldorf) war ein deutscher Jurist und Beamter.

## Leben
Heinrich Christian von Ulmenstein war der Sohn des Assessors beim Reichskammergericht Christian von Ulmenstein (1738–1801) und dessen Ehefrau Amalie Eleonore Henriette (1755–1801), Tochter des klevischen Regierungsdirektors Johann Heinrich Summermann. Sein Großvater war Johann von Ulmenstein (1695–1751), Assessor am Reichskammergericht, dänischer Staatsrat und seit September 1745 Reichsfreiherr. Sein Onkel Anton von Ulmenstein (1723–1785) wurde 1749 Hofrat und 1751 Oberappellationsgerichtsrat in Celle. Sein Cousin Johann Wilhelm von Ulmenstein (1757–1843) war Generalmajor im Königreich Hannover.
Nachdem er durch Hauslehrer ausgebildet worden war, begann er am 19. April 1795 ein Jurastudium an der Universität Marburg, unterbrach Ende 1796 das Studium und blieb bis Mitte 1797 bei seinem Vater, um dann das Studium an der Universität Erlangen fortzusetzen.
Im Herbst 1797 wurde er als Protokollführer beim Stadtgericht in Erlangen angestellt. Im Frühjahr 1799 wurde er Auditeur in einem Grenadierbataillon. Ebenfalls im Frühjahr 1799 wurde er nach der ersten juristischen Prüfung als Referendar bei der Regierung in Bayreuth angenommen und Anfang 1800 zum Stadtgericht nach Erlangen versetzt. In diesem Jahr nahm er sich sechs Monate Urlaub und kehrte zu seinem Vater zurück, um dann Anfang 1801 als Referendar zum Berliner Kammergericht versetzt zu werden, hier bereitete er sich auf das große Examen vor, musste jedoch nach dem Tod seines Vaters die Güter in der Grafschaft Mark übernehmen und bat daher um die Entlassung aus dem Justizdienst.
Nach der Übernahme der Güter seines Vaters wurde er durch die Ritterschaft des Kreises Hamm Ende 1803 zum Landrat gewählt und am 3. Januar 1804 wurde sein Großes Examen angewiesen, das er am 3. März 1804 bestand. Am 17. März 1803 wurde er in das Amt des Landrates eingesetzt und trat damit die Nachfolge des Adam Friedrich Ernst Freiherr Senfft von Pilsach an. Infolge des Vierten Koalitionskriegs wurde die Grafschaft Mark, in der Hamm lag, 1807 im Frieden von Tilsit von Preußen an Frankreich abgetreten. Durch das Dekret vom 1. März 1808 verband Napoleon unter Einbeziehung weiterer Gebiete die Grafschaft Mark zum Großherzogtum Berg, dies führte dazu, dass Heinrich Christian von Ulmenstein von der Regierung in Potsdam angestellt wurde.  
1816 fiel die Stadt Arnsberg zusammen mit dem ehemaligen Herzogtum Westfalen an Preußen. Seither gehörte sie zur Provinz Westfalen. Sie wurde Kreisstadt und Sitz des Regierungspräsidenten von Arnsberg und Heinrich Christian von Ulmenstein wurde als Rat bei der neuen Regierung angestellt. 1827 wurde er Regierungsrat in Düsseldorf, dort engagierte er sich für den Ausbau des Freihafens, dem Anlegen eines Versuchsgartens und der Errichtung einer stehenden Rheinbrücke. 
1801 heiratete er die älteste Tochter des Kriegs- und Domänenrates Friedrich Christian Meyer, Besitzer des Gutes Brockhausen bei Unna.

## Werke (Auswahl)
- Über die unbeschränkte Theilbarkeit des Bodens. Berlin: Rücker, 1827 (Google Books)
- Die preussische Städteordnung und die französische Communalordnung: mit Rücksicht auf die Schriften des Herrn Professors von Raumer und des Herrn Geheimen-Ober-Regierungsraths Streckfuss. Berlin : Enslin, 1829
- Die neuesten Entwürfe zu einer Gemeinde-, Bezirks- und Departemental-Ordnung für Frankreich. Köln am Rhein, J.P. Bachem. 1830 (Google Books)
- Ueber die Vorzüge und Mängel der indirekten Besteuerung: nebst einem Anhange über eine, in der französischen Kammer der Deputirten vorgekommene, diesen Gegenstand betreffende Verhandlung. Düsseldorf: J.E. Schaub, 1831 (Google Books)
- Gegenbemerkungen zu der Schrift des Herrn Geheimen Ober-Regierungsrathes Streckfuss ueber das Verhaeltniss der Juden zu den christlichen Staaten. Anhang: Die Erklaerungen der Staende saemtlicher Provinzen der Preussischen Monarchie, ueber die buergerlichen Verhaeltnisse der Juden. Dresden: Grimmer, 1833 (Google Books)